# Gödöllői járás
A Gödöllői járás Pest vármegyéhez tartozó járás Magyarországon 2013-tól, székhelye Gödöllő. Területe 449,66 km², népessége 140 205 fő, népsűrűsége pedig 312 fő/km² volt 2013. elején. 2013. július 15-én hat város és kilenc község tartozott hozzá.
A Gödöllői járás a járások 1983. évi megszüntetése előtt is létezett. Az 1950-es megyerendezésig Pest-Pilis-Solt-Kiskun vármegyéhez, azután pedig Pest vármegyéhez tartozott, székhelye végig Gödöllő volt. Ezen a néven 1898-tól működött az addigi Váci alsó járás átnevezése után, melynek állandó székhelye az állandó járási székhelyek kijelölése (1886) óta Gödöllő volt.

## Települései
| Település      | Rang (2013. július 15.) | Közös hivatal | Kistérség (2013. január 1.) | Népesség (2013. január 1.) | Terület (km²) |
| -------------- | ----------------------- | ------------- | --------------------------- | -------------------------- | ------------- |
| Gödöllő        | járásszékhely város     |               | Gödöllői                    | 32 792                     | 61,92         |
| Isaszeg        | város                   |               | Gödöllői                    | 11 210                     | 54,84         |
| Kerepes        | város                   |               | Gödöllői                    | 9 943                      | 24,08         |
| Kistarcsa      | város                   |               | Gödöllői                    | 12 046                     | 11,02         |
| Pécel          | város                   |               | Gödöllői                    | 15 123                     | 43,63         |
| Veresegyház    | város                   |               | Veresegyházi                | 16 333                     | 28,56         |
| Csömör         | nagyközség              |               | Gödöllői                    | 9 077                      | 22,7          |
| Mogyoród       | nagyközség              |               | Dunakeszi                   | 6 375                      | 34,48         |
| Valkó          | nagyközség              |               | Gödöllői                    | 2 427                      | 37,59         |
| Dány           | község                  |               | Gödöllői                    | 4 424                      | 43,01         |
| Erdőkertes     | község                  |               | Veresegyházi                | 7 505                      | 5,75          |
| Nagytarcsa     | község                  |               | Gödöllői                    | 3 883                      | 12,14         |
| Szada          | nagyközség              |               | Gödöllői                    | 4 675                      | 16,72         |
| Vácszentlászló | község                  |               | Gödöllői                    | 2 040                      | 29,87         |
| Zsámbok        | község                  |               | Gödöllői                    | 2 352                      | 23,35         |

## Története
A Gödöllői járás elődje a 19. század közepén az addigi Váci járás feldarabolásával létrejött Váci alsó járás volt. Ennek 1886-tól, amikor törvény alapján a vármegyéknek állandó járási székhelyeket kellett kijelölniük, Gödöllő volt a székhelye.
A 20. század elejére a Budapest körüli települések egyre erőteljesebb növekedése miatt több járás népessége mintegy százezer főre nőtt, ezért három új járást szerveztek Pest-Pilis-Solt-Kiskun vármegyében. Ezek egyikét, az Aszódi járást 1912-ben a Gödöllői járás északkeleti részéből alakították ki, kiegészítve néhány községgel a Váci járásból. Az 1920-as és 30-as években több, a formálódó Nagy-Budapesthez tartozó községet átsoroltak az 1922-ben létrejött Központi járáshoz – egy részüket csak átmenetileg, néhány évre –, majd ezeket 1950. január 1-jén Budapesthez csatolták.
Az 1950-es megyerendezés során a Gödöllői járás Pest megyéhez került, az ezt követő járásrendezés nem érintette a járást. 1965-ben Gödöllő várossá alakulva kivált a járásból, viszont a megszűnő Aszódi járás szinte valamennyi községe és két további a Váci járásból is ide került. 1970-ben az 1965-ben az Aszódi járástól idecsatolt községek egyike átkerült a Váci járásba. Ezt követően a járás területe megszűnéséig, 1983 végéig nem változott.
1984. január 1-jével új közigazgatási beosztás jött létre Magyarországon. A járások megszűntek és a megyék város- és nagyközségkörnyékekre oszlottak. A Gödöllői járás helyét ugyanazon területtel a Gödöllői városkörnyék vette át.

### Községei 1898 és 1983 között
Az alábbi táblázat felsorolja a Gödöllői járáshoz tartozott községeket, bemutatva, hogy mikor tartoztak ide, és hogy hova tartoztak megelőzően, illetve később.
| Község           | Mikortól | Honnan                          | Meddig | Hova                                      |
| ---------------- | -------- | ------------------------------- | ------ | ----------------------------------------- |
| Aszód            | 1898     | Váci alsó járásból              | 1912   | Aszódi járáshoz                           |
| Aszód            | 1965     | Aszódi járásból                 | 1983   | Gödöllői városkörnyékhez                  |
| Bag              | 1898     | Váci alsó járásból              | 1912   | Aszódi járáshoz                           |
| Bag              | 1965     | Aszódi járásból                 | 1983   | Gödöllői városkörnyékhez                  |
| Boldog           | 1898     | Váci alsó járásból              | 1912   | Aszódi járáshoz                           |
| Cinkota          | 1898     | Váci alsó járásból              | 1936   | Központi járáshoz                         |
| Csömör           | 1898     | Váci alsó járásból              | 1983   | Gödöllői városkörnyékhez                  |
| Dány             | 1898     | Váci alsó járásból              | 1983   | Gödöllői városkörnyékhez                  |
| Domony           | 1898     | Váci alsó járásból              | 1912   | Aszódi járáshoz                           |
| Domony           | 1965     | Aszódi járásból                 | 1983   | Gödöllői városkörnyékhez                  |
| Erdőkertes       | 1965     | Váci járásból                   | 1983   | Gödöllői városkörnyékhez                  |
| Galgagyörk       | 1898     | Váci alsó járásból              | 1912   | Aszódi járáshoz                           |
| Galgagyörk       | 1965     | Aszódi járásból                 | 1970   | Váci járáshoz                             |
| Galgahévíz       | 1898     | Váci alsó járásból              | 1912   | Aszódi járáshoz                           |
| Galgahévíz       | 1965     | Aszódi járásból                 | 1983   | Gödöllői városkörnyékhez                  |
| Galgamácsa       | 1898     | Váci alsó járásból              | 1912   | Aszódi járáshoz                           |
| Galgamácsa       | 1965     | Aszódi járásból                 | 1983   | Gödöllői városkörnyékhez                  |
| Gödöllő          | 1898     | Váci alsó járásból              | 1965   | várossá alakult                           |
| Hévízgyörk       | 1898     | Váci alsó járásból              | 1912   | Aszódi járáshoz                           |
| Hévízgyörk       | 1965     | Aszódi járásból                 | 1983   | Gödöllői városkörnyékhez                  |
| Iklad            | 1898     | Váci alsó járásból              | 1912   | Aszódi járáshoz                           |
| Iklad            | 1965     | Aszódi járásból                 | 1983   | Gödöllői városkörnyékhez                  |
| Isaszeg          | 1898     | Váci alsó járásból              | 1983   | Gödöllői városkörnyékhez                  |
| Kartal           | 1898     | Váci alsó járásból              | 1912   | Aszódi járáshoz                           |
| Kartal           | 1965     | Aszódi járásból                 | 1983   | Gödöllői városkörnyékhez                  |
| Kerepes          | 1898     | Váci alsó járásból              | 1978   | Kistarcsával egyesült Kerepestarcsa néven |
| Kerepestarcsa    | 1978     | Kerepes és Kistarcsa egyesülése | 1983   | Gödöllői városkörnyékhez                  |
| Kistarcsa        | 1898     | Váci alsó járásból              | 1978   | Kerepessel egyesült Kerepestarcsa néven   |
| Mogyoród         | 1898     | Váci alsó járásból              | 1983   | Gödöllői városkörnyékhez                  |
| Nagytarcsa       | 1898     | Váci alsó járásból              | 1983   | Gödöllői városkörnyékhez                  |
| Pécel            | 1898     | Váci alsó járásból              | 1983   | Gödöllői városkörnyékhez                  |
| Rákoscsaba       | 1898     | Váci alsó járásból              | 1936   | Központi járáshoz                         |
| Rákoscsaba       | 1939     | Központi járásból               | 1949   | Budapesthez csatolták                     |
| Rákoshegy        | 1898     | Váci alsó járásból              | 1924   | Központi járáshoz                         |
| Rákoskeresztúr   | 1898     | Váci alsó járásból              | 1936   | Központi járáshoz                         |
| Rákoskeresztúr   | 1939     | Központi járásból               | 1949   | Budapesthez csatolták                     |
| Rákosliget       | 1898     | Váci alsó járásból              | 1936   | Központi járáshoz                         |
| Rákosliget       | 1939     | Központi járásból               | 1949   | Budapesthez csatolták                     |
| Rákosszentmihály | 1898     | Váci alsó járásból              | 1924   | Központi járáshoz                         |
| Sashalom         | 1898     | Váci alsó járásból              | 1924   | Központi járáshoz                         |
| Szada            | 1898     | Váci alsó járásból              | 1983   | Gödöllői városkörnyékhez                  |
| Tura             | 1898     | Váci alsó járásból              | 1912   | Aszódi járáshoz                           |
| Tura             | 1965     | Aszódi járásból                 | 1983   | Gödöllői városkörnyékhez                  |
| Vácegres         | 1965     | Aszódi járásból                 | 1983   | Gödöllői városkörnyékhez                  |
| Váckisújfalu     | 1965     | Aszódi járásból                 | 1983   | Gödöllői városkörnyékhez                  |
| Vácszentlászló   | 1898     | Váci alsó járásból              | 1983   | Gödöllői városkörnyékhez                  |
| Valkó            | 1898     | Váci alsó járásból              | 1983   | Gödöllői városkörnyékhez                  |
| Veresegyház      | 1965     | Váci járásból                   | 1983   | Gödöllői városkörnyékhez                  |
| Verseg           | 1898     | Váci alsó járásból              | 1912   | Aszódi járáshoz                           |
| Verseg           | 1965     | Aszódi járásból                 | 1983   | Gödöllői városkörnyékhez                  |
| Zsámbok          | 1898     | Váci alsó járásból              | 1983   | Gödöllői városkörnyékhez                  |

### Történeti adatai
1910-ben területe 790 km², népessége pedig mintegy 92 ezer fő volt. Megszűnése előtt, 1983 végén területe 759 km², népessége pedig mintegy 108 ezer fő volt.